# Nhà viết kịch

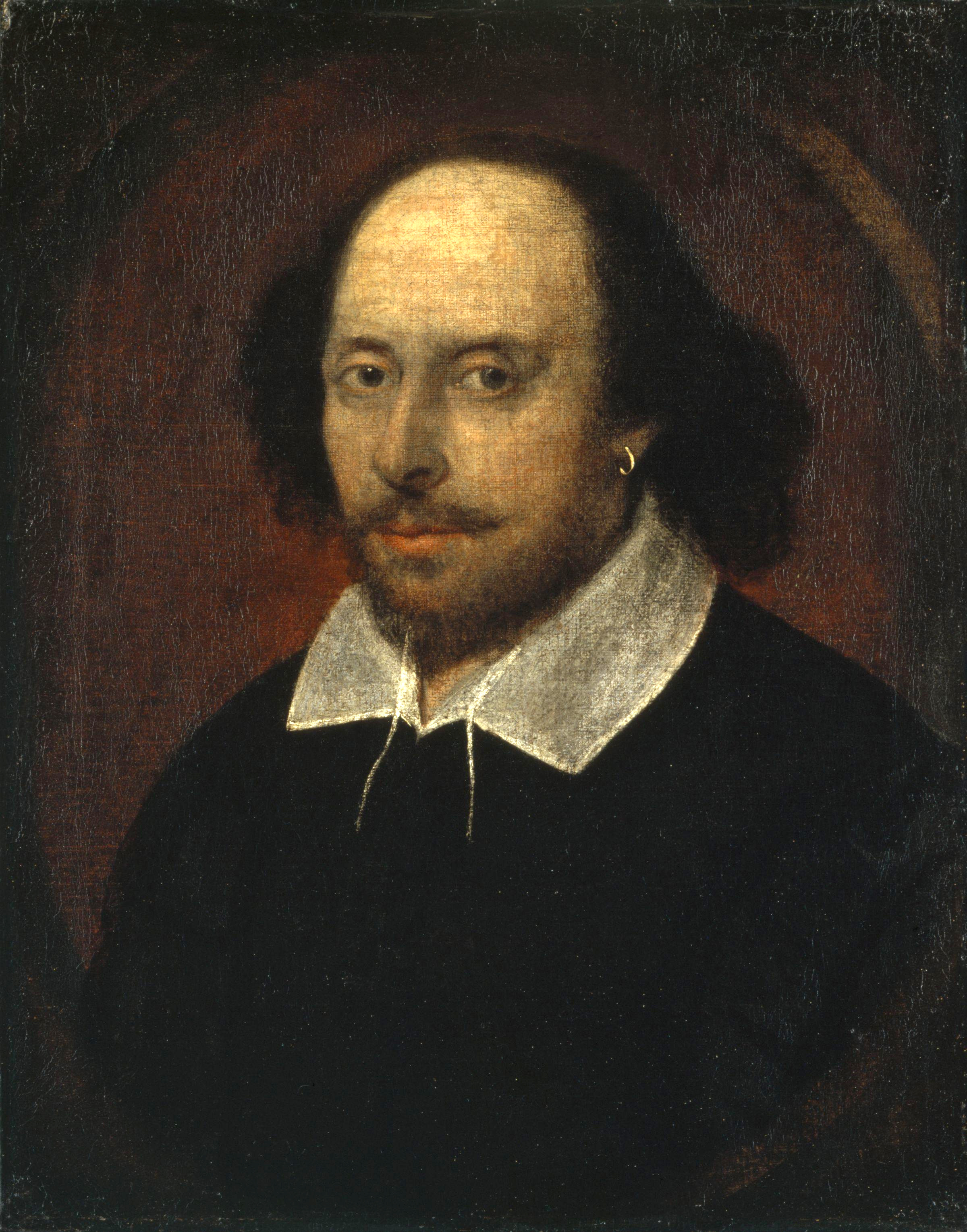
William Shakespeare (1564-1616), nhà soạn kịch nổi tiếng người Anh giai đoạn Hậu kỳ Phục hưng, được nhiều người xem như là kịch tác gia vĩ đại nhất mọi thời đại.

Nhà viết kịch, kịch tác gia hay nhà soạn kịch (chữ Hán: 劇作家, tiếng Anh: playwirght) là người sáng tác tác phẩm kịch, là một trong những thể loại văn học phổ biến trong lịch sử. Những nhà viết kịch đầu tiên của văn học phương Tây với các tác phẩm còn sót lại là những người Hy Lạp cổ đại. Những vở kịch đầu tiên này được viết trong những cuộc thi giữa những nhà viết kịch ở Athens cổ đại tổ chức vào thế kỉ 5 TCN.